# معركة جلولاء
معركة جلولاء وقعت في سنة 16 للهجرة الموافق 637 ميلادية، بعد فتح المدائن.
اغتبط عمر بما فتح الله على المسلمين في المدائن، وعاد إلى حذر، فنهى عن الزحف فأقام سعد في المدائن ومضى صيف سنة 16 للهجرة في راحة.
أما يزدجرد وجيشه المنهزم فانه هرب إلى الجبال وخضع الذين على الشاطئ الدجلة لأنهم وجدوا أن المقاومة لاتجدى نفعاً وفي الخريف اجتمع الفرس على يزدجرد بـحلوان على نحو مائة ميل من المدائن ومن هناك تقدم قسم من الجيش إلى « جلولاء » وهي حصن أحاطوه بخندق وأحاطو الخندق بحسك الحديد (مسامير) الا طرقهم فبلغ ذلك سعداً فأرسل إلى عمر فكتب اليه عمر أن سرح هاشم بن عتبة إلى « جلولاء » واجعل على مقدمته القعقاع بن عمرو وان هزم الله الفرس فاجعل « القعقاع » بين السواد والجبل وليكن الجند اثنى عشر الفاً ففعل سعد ذلك وسار هاشم من المدائن بعد قسمة الغنيمة في اثنى عشر الفاً منهم وجوه المهاجرين والأنصار وأعلام العرب ممن كان ارتد ولم يرتد.

## محاصرة الفرس
حاصر المسلمون الفرس فطاولهم الفرس وجعلوا لايخرجون عليهم الا إذا أرادوا وزاحفهم المسلمون «بجلولاء» ثمانين زحفاً فظفروا عليهم وغلبوهم على الحسك وجعل سعد يمد هاشماً بالفرسان وأخيراً اقتتلوا فهزم أهل فارس وبعث الله عليهم ريحاً أظلمت عليهم البلاد ثم عادوا فاقتتلوا قتالاً شديداً لم يقتتلوا مثله الا « ليلة الهرير » الا انه كان أعجل وانتهى القعقاع إلى باب الخندق واستولى عليه وحمل عليهم المسلمون فهزموهم وقتل منهم نحو 100,000 الف، فجللت القتلى المجال وما بين يديه وما خلفه فسميت « جلولاء » بما جللها من قتلاهم فهى « جلولاء الوقيعة » ولما بلغت الهزيمة يزدجرد سار من حلوان نحو الري في اتجاه بحر قزوين.
وكان « فتح جلولاء » في ذي القعدة سنة 16 للهجرة، وبينها وبين المدائن تسعة أشهر وقدم القعقاع حلوان وقتل دهقانها وكتبوا إلى عمر بالفتح وبنزول القعقاع حلوان وأصاب القعقاع سبايا فأرسلهن إلى هاشم فقسمن فاتخذن فولدن وقسمت الغنيمة وأصاب كل واحد من الفوارس تسعة آلاف وتسعة من الدواب وقيل أن الغنيمة كانت 30,000,000 درهم، عدا الخيول الفارسية الجميلة وبعث سعد بالأخماس إلى عمر وبعث الحساب مع زياد ابن أبيه فكلم عمر فيما جاء له ووصف له فقال عمر هل تستطيع أن تقوم في الناس بمثل ما كلمتني به. فقال والله ما على الأرض أهيب في صدري منك فكيف لا أقوى على هذا من غيرك. فقام في الناس بما أصابوا وما صنعوا وبما يستأنفون من الانسياح في البلاد.
فقال عمر « هذا الخطيب المصقع » فقال ان جندنا أطلقوا السنتنا.
ولما قدم الخمس على عمر قال « والله لايجنه سقف حتى أقسمه » فبات عبد الرحمن بن عوف وعبد الله بن الأرقم يحرسانه في المسجد فلما أصبح جاء في الناس فكشف عنه فلما نظر إلى ياقوته وزبر جده وجوهره بكى.
فقال له عبد الرحمن بن عوف: ما يبكيك يا أمير المؤمنين، فوالله ان هذا لموطن شكر. فقال عمر: « والله ما ذلك يبكيني وبالله ما أعطى الله هذا قوماً الا تحاسدوا وتباغضوا. ولا تحاسدوا الا ألقى الله بأسهم بينهم» ومنع عمر من قسمة السواد لتعذر ذلك بسبب الآجام والغياض وتبعيض المياه.
وكان صلح عمر الذي صالح عليه أهل الذمة انهم ان غشوا المسلمين لعدوهم برئت منهم الذمة وان سبوا مسلماً أن ينهكوا عقوبة وان قاتلوا مسلماً أن يقتلوا وعلى عمر منعتهم وبرئ عمر إلى كل ذي من معرة الجيش.

## معرض صور

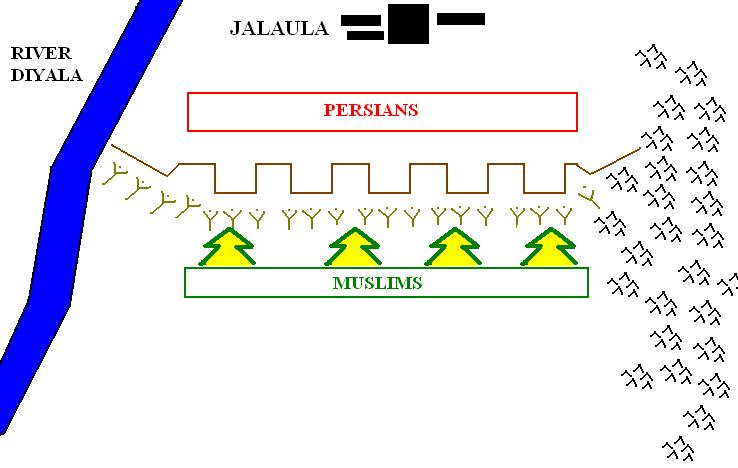
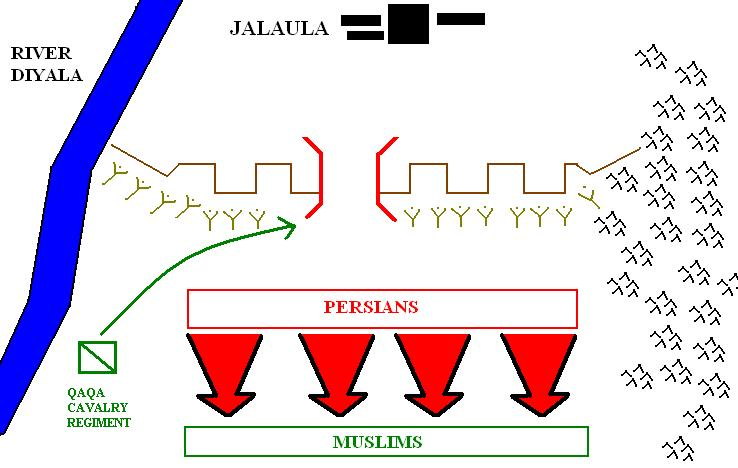
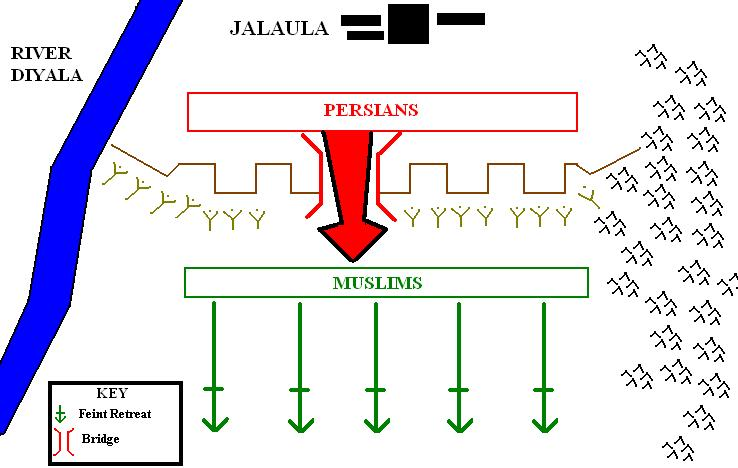
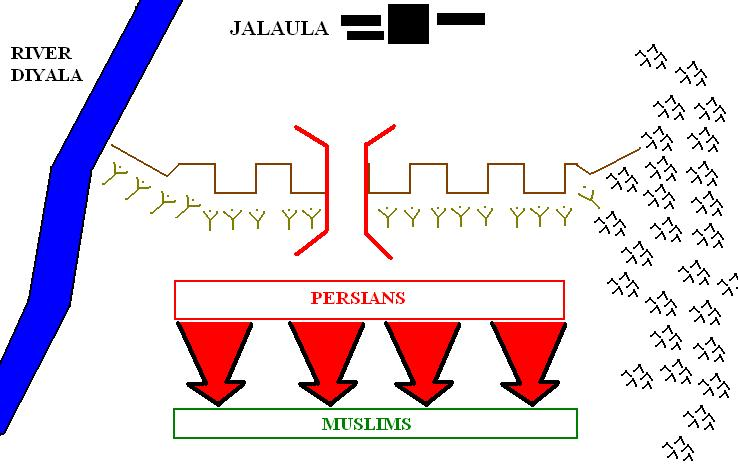